# Quarten
Quarten je obec ve švýcarském kantonu St. Gallen. Nachází se na jihovýchodě kantonu, na břehu jezera Walensee. Žije zde přibližně 2 900 obyvatel.

## Geografie
Nejnižším bodem obce je jezero Walensee s nadmořskou výškou 419,3 m n. m., nejvyšším vrchol Magerrain s nadmořskou výškou 2523,7 m n. m. Obec Quarten leží v podhůří Alp (ke Quartenu patří části masivu Flumserberge) a území obce se rozkládá jak na severním (Quinten), tak na jižním břehu jezera Walensee (další části obce Quarten). 
Zvláštností je vesnice Quinten, ležící na severním břehu jezera Walensee. Lze se sem dostat pouze pěšky nebo lodí; do vesnice nevede žádná silnice. Vesnice má teplé, slunné klima, kde se daří vinné révě, fíkům, kiwi a dalším exotickým rostlinám.
Radnice obce Quarten se nachází v Unterterzenu. Unterterzen má asi 800 obyvatel a je tak nejlidnatější místní částí obce.

## Historie

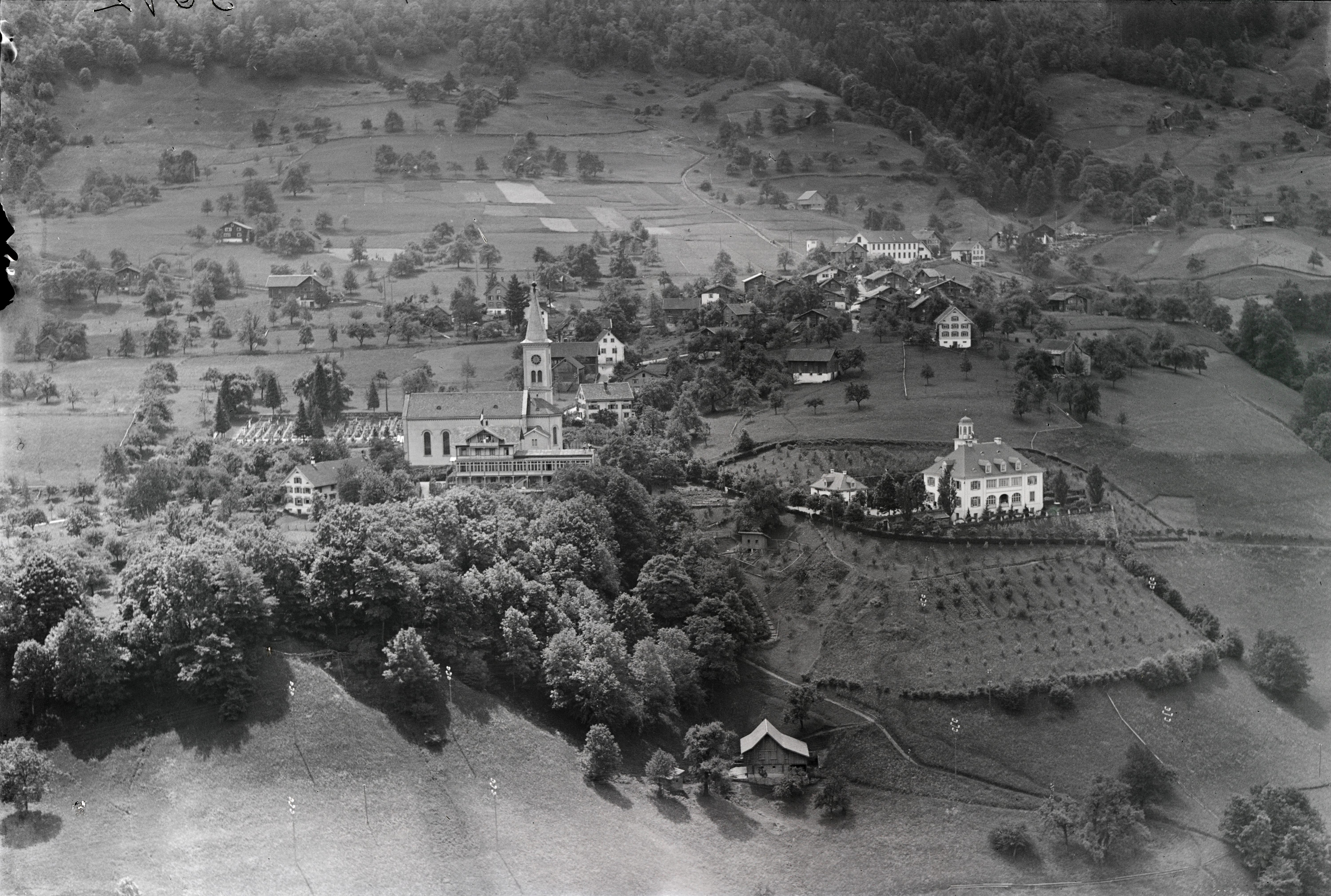
Quarten (1923)

Místo bylo v letech 801 až 850 zmiňováno jako Quarto a kolem roku 1220 jako Quartin. Nálezy z doby bronzové a románské pomístní a polní názvy ukazují na rané osídlení. Pomístní názvy Brünsch, Guns, Terzen, Quarten a Quinten pocházejí z raně středověkého soupisu hospodářství diecéze Chur. Pravděpodobně již v době Karlovců převzalo většinu pozemkového vlastnictví opatství Pfäfers. Kolatura kaple, zmiňované kolem roku 840, patřila opatství Pfäfers od roku 1249 do roku 1838. Nejpozději ve 13. století byla vytvořena zemská správní struktura s Meierhofem a dvorským soudem. Hrad Bommerstein, připomínaný v roce 1313, byl v roce 1386 vypálen vojsky z Glarusu a v roce 1440 zničen. Do roku 1438 patřil Quarten k Oberamtu rakouského panství Windegg, do roku 1798 k hofmistrovství Gaster a do roku 2002 k okresu Sargans. Po sporech přešla v roce 1519 vrchnostenská pravomoc na panství Sargans, ostatní výsostná práva zůstala hofmistrovství Gaster.
Jednotlivá společenství, dosud fungující v místních a školních obcích Quarten, Oberterzen, Quinten, Mols a Murg, se vyvinula v pozdním středověku; první předpisy o užívání (cesty, pastviny atd.) pocházejí z 15. století. Tomu odpovídá i církevní struktura: Quinten a Murg, kde stály pozdně středověké kaple, se připojily k farnosti Quarten, která se od Walenstadtu definitivně oddělila v roce 1523. Murg a Mols se osamostatnily v 18. století. V roce 1523 zde Johannes Brötli a Hans Hagner zavedli reformaci. Po obrazoborectví v roce 1529 se v roce 1532 vrátili ke staré víře. Od roku 2007 je katolická farnost Mols-Murg-Quarten součástí pastorační jednotky Walensee.
V roce 1803 se tři farnosti Quarten, Murg a Mols spojily a vytvořily politickou obec Quarten s oficiálním sídlem v Unterterzenu. Farnost zůstala bez centra. V obci se nerozvinul žádný významný průmysl a obyvatelé se až do 20. století živili především chovem dobytka a horskými činnostmi (horští vůdci atp.). V roce 1835 přinesla práci přádelna v Murgu. Otevření souvislé silnice podél jezera Walensee a přes Kerenzerberg v roce 1848 a výstavba železnice se stanicemi v Murgu a Unterterzenu v roce 1859 podnítily vznik dalších průmyslových podniků, například cementárny a vápenky Unterterzen v roce 1897. Sezónní pracovní místa zajišťují od roku 1953 vleky a lanovky. Po otevření dálnice Walensee v roce 1987 se místní cestovní ruch rozvinul v rekreační turistiku. Na začátku 21. století nabídka zahrnuje rekreační osadu Männis/Wisen v Oberterzenu a kempy v Oberterzenu a Murgu. Vzdělávací středisko Neuschönstatt se nachází v Quartenu od roku 1956. V roce 2004 byla modernizována lanovka Unterterzen-Flumserberg. Rekreační středisko Walensee na břehu jezera v Unterterzenu je v provozu od roku 2009. Obci přineslo 45 nových pracovních míst a hospodářský vzestup.

## Obyvatelstvo

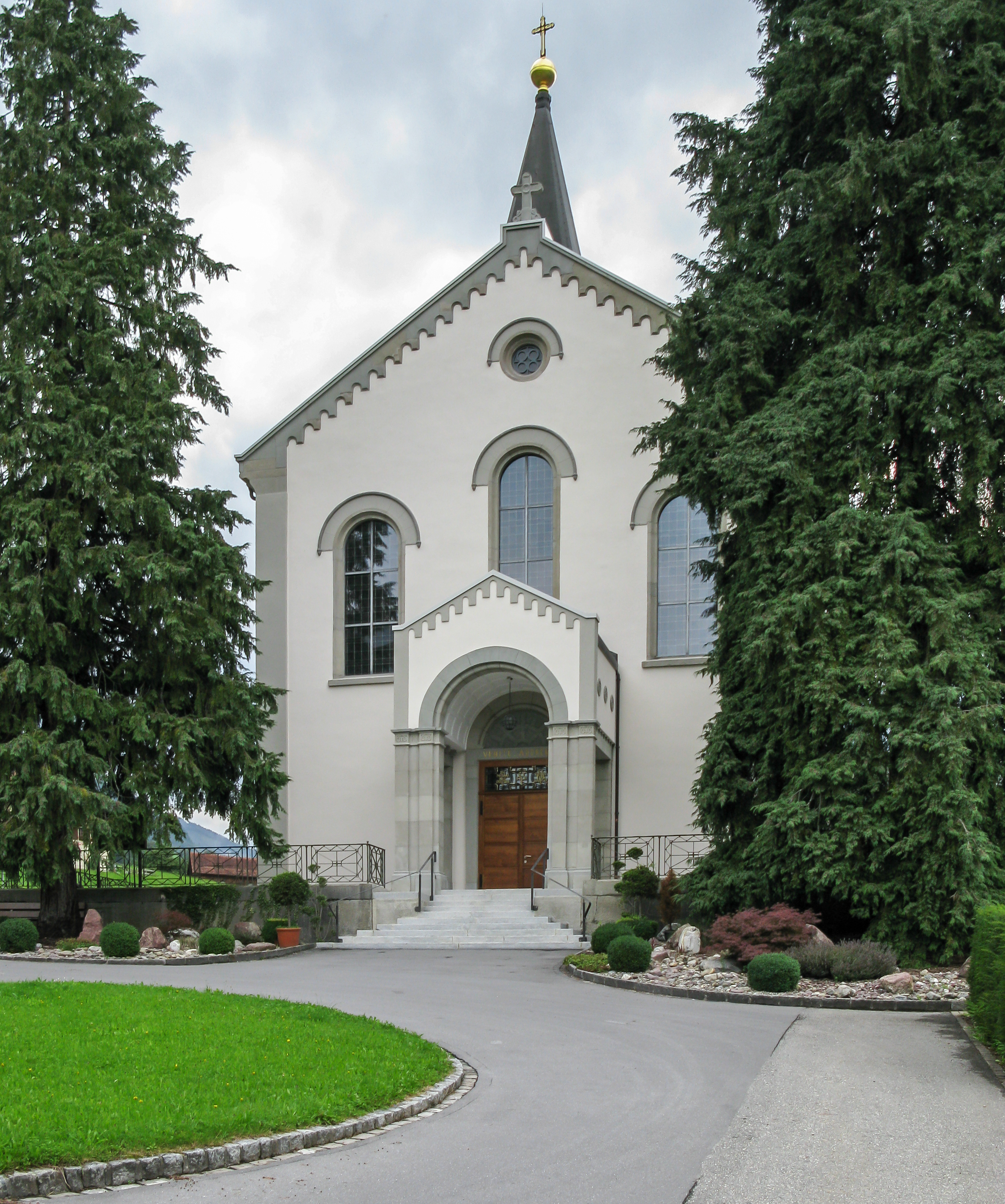
Kostel v Quartenu

| Rok            | 1831 | 1850 | 1900 | 1950 | 2000 | 2020 |
| Počet obyvatel | 1627 | 1995 | 2205 | 2727 | 2749 | 2957 |

## Hospodářství a doprava

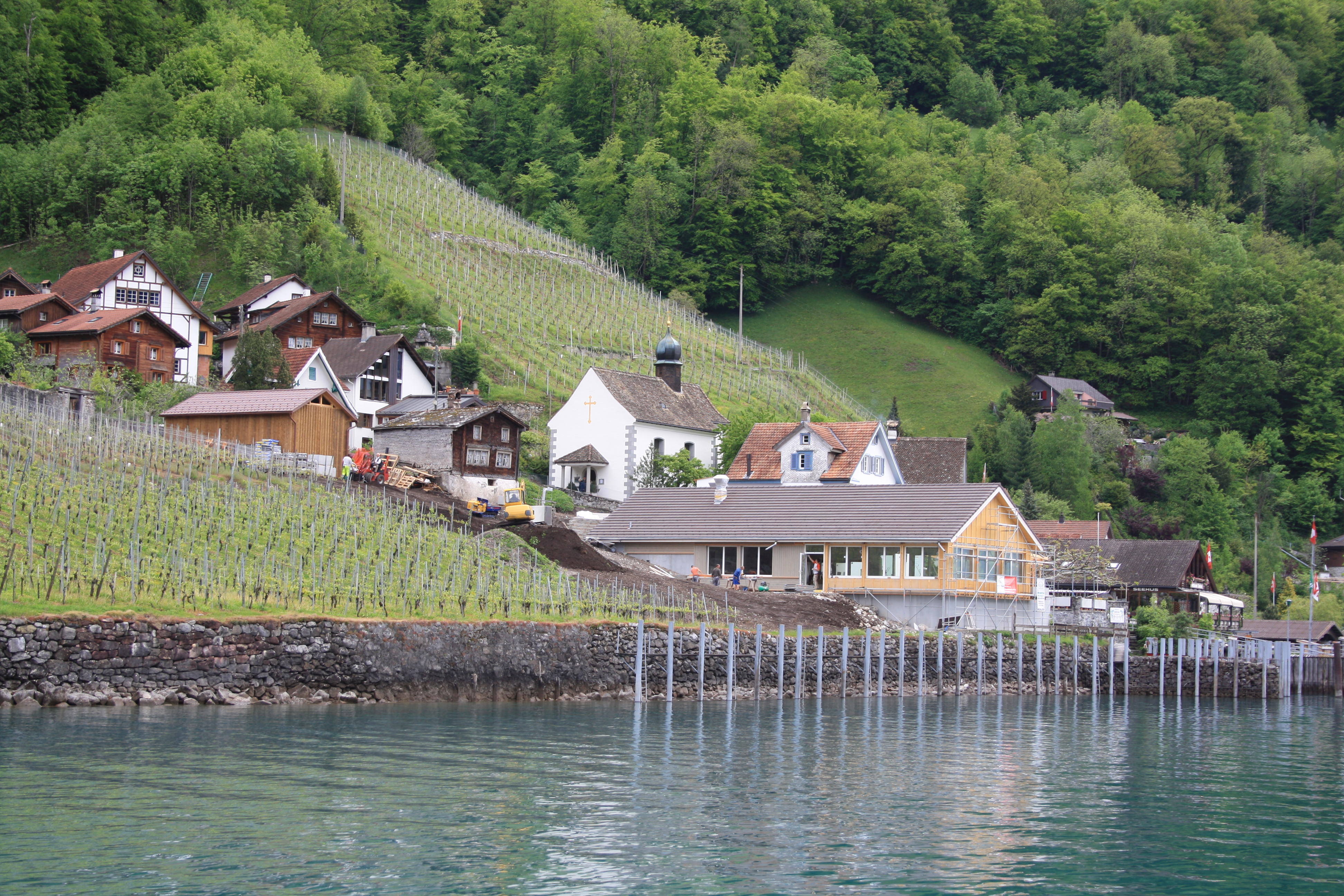
Quinten

Obec Quarten je známá především díky cestovnímu ruchu. Je jedním z měst v rekreační oblasti Heidiland. Ke Quartenu patří i části lyžařské oblasti Flumserberg. Lanovka ve dvou úsecích spojuje železniční stanici Unterterzen s Tannenboden na Flumserbergu. V zimě jezdí o víkendech z curyšského letiště do Unterterzenu curyšská S-Bahn (linka S2). Flumserberge je tak první oblastí zimních sportů v alpském regionu s napojením na linky S-Bahn. Kromě lyžařské a turistické oblasti Flumserberge je dobře turisticky rozvinutá také vesnice Quinten.
Na místě bývalé cementárny bylo v zimní sezóně 2008/2009 otevřeno turistické středisko Resort Walensee. Resort Walensee v Unterterzenu je v zimě velmi oblíbený u turistů z Nizozemska a v létě u turistů ze států Perského zálivu. Vedle Interlakenu v pohoří Berner Oberland a Zell am See v Rakousku se Unterterzen stal (od roku 2019) třetí letní destinací v Alpách.
Díky dálničnímu napojení Mittensee-Murg na dálnici A3 (Curych–Chur) a železničním stanicím SBB v Murgu, Unterterzenu a Molsu na železniční trati Sargans–Ziegelbrücke‎ má Quarten dobré dopravní spojení.